# Barrussus furcichelis
Barrussus furcichelis är en spindeldjursart som beskrevs av Roewer 1928. Barrussus furcichelis ingår i släktet Barrussus och familjen Karschiidae. Inga underarter finns listade.